# TvN STORY
tvN STORY es un canal satelital y de cable surcoreano operado por CJ ENM.

## Programas
- Project Runway Korea - 7 de febrero de 2009 – presente.
- Korea's Next Top Model - 18 de septiembre de 2010 – presente.
- Jessica & Krystal - 3 de junio de 2014 – 5 de agosto de 2014.
- The TaeTiSeo - 26 de agosto de 2014 – 21 de octubre de 2014.
- Get It Beauty - 2014 - presente.
- Go Go Sister - 2015.
- Hyoyeon's One Million Likes - 11 de junio de 2015 – 14 de agosto de 2015.
- Channel Girls' Generation - 21 de julio de 2015 – 8 de septiembre de 2015.
- dailyTaeng9Cam - 24 de octubre de 2015 – 21 de noviembre de 2015.
- YulViv My Sister - 22 de marzo de 2016 - presente.
- Channel AOA - 22 de marzo de 2016 - presente.

## Series de televisión
- Who Are You? - 29 de julio de 2013 - 17 de septiembre de 2013.
- Because It's The First Time - 7 de octubre de 2015 – 25 de noviembre de 2015.